# Absortividad
Se denomina absortividad a la medida de la cantidad de luz absorbida por una disolución, definida como la unidad de absorbancia por unidad de concentración por unidad de longitud de la trayectoria de luz.
De acuerdo con la Ley de Beer-Lambert, la absortividad es proporcional a la concentración del soluto absorbente.
Antiguamente recibía los nombres de índice de absorbencia, constante de absorción, coeficiente de absorción y coeficiente de extinción.
Se conoce como absortividad molar (E) a la absortividad definida en términos de concentraciones expresadas en mol por litro. Antes conocida como coeficiente molar de extinción.
La absortividad específica (a) es la absortividad definida en términos de concentraciones expresadas en gramos por litro. Antes conocida como coeficiente másico de extinción.

## Fuente
Diccionario Enciclopédico Ilustrado de Medicina Dorland. 1996. McGraw-Hill - Interamericana de España. Vol. 1. ISBN 84-7615-983-8.
- Datos: Q900239